# Passatge del Patriarca
El Passatge del Patriarca és un conjunt arquitectònic situat al carrer de Montsió i l'avinguda del Portal de l'Àngel de Barcelona. Inclou la Casa Martí, catalogada com a bé cultural d'interès nacional, i la Casa Carreras, catalogada com a bé cultural d'interès local.

## Història
En aquest indret hi havia el monestir de Santa Maria de Montsió, adquirit el 1886 pels germans Pere i Francesc Martí i Puig, fills de l'industrial tèxtil Pere Martí i Palmerola. El 1889, van encarregar al mestre d'obres Alexandre Perich i Soler el projecte d'un edifici d'habitatges a la plaça de Santa Anna, 15 (actualment Avinguda del Portal de l'Àngel, 24), on posteriorment es va instal·lar la botiga de paños y novedades de Prats i Subirachs (després Subirachs, Bassols i Tormo, i finalment, Bassols i Tormo).
El 1891, Francesc Martí va demanar permís per a obrir-hi un passatge entre els carrers de Montsió i d'Espolsasacs, i el 1894, el mestre d'obres Joan Frexe i Vilardaga va projectar-hi un magatzem de planta baixa amb 43 m de façana i 33.000 pams quadrats de superfície, on el febrer del 1896 es va traslladar la seu de la Sociedad Farmacéutica Española, fins aleshores al carrer dels Tallers, 22.
Pere Martí va morir el 1894 i els seus béns foren heretats pel seu germà Francesc, que el 1896 va encarregar a l'arquitecte Josep Puig i Cadafalch un altre edifici a la cantonada del carrer de Montsió amb el passatge. Tanmateix, aquest va renunciar a la direcció de l'obra, que fou assumida per Antoni Maria Gallissà. Des del 1897 i fins al 1903, la planta baixa allotjà la cerveseria i cabaret Els Quatre Gats, promogut per Ramon Casas, Santiago Rusiñol i Miquel Utrillo i regit per Pere Romeu. El local aglutinà els artistes i els intel·lectuals més destacats de l'època, i s'hi feren representacions de titelles, ombres xineses, vetllades musicals i, sobretot, exposicions d'art. Picasso hi presentà la seva pintura per primer cop. Posteriorment, i fins al 1936, fou la seu del Cercle Artístic de Sant Lluc.
Francesc Martí va morir el 1905, i fou succeït per la seva única filla, Margarida, casada amb Joaquim Carreras i Nolla, pertanyent a una nissaga de joiers. Cap al 1930, el matrimoni va encarregar a l'arquitecte Antoni Puig i Gairalt l'ampliació de l'edifici de la cantonada oposada del passatge (atribuït al mateix Puig i Cadafalch) sobre una part del magatzem (núm. 4). El 1978, un grup d'empresaris de l'hostaleria hi va ressucitar la taverna Els Quatre Gats, traslladada el 1983 a l'emplaçament original, fins aleshores ocupat per un magatzem tèxtil.

## Descripció

### Casa Martí
És un edifici de planta baixa, dos pisos i golfes, acabat amb ràfecs i merlets, on s'alterna l'ús de la pedra (limitat al sòcol de les dues façanes, a l'angle que les uneix, a l'emmarcament de finestres i balcons i a l'accés principal) i el del maó vist (superfície dels murs, inclosos els arcs de descàrrega, i els merlets). Es tracta d'una de primeres obres de Puig i Cadafalch, amb influències germànico-flamígeres que es tradueixen en un neogoticisme idiosincràtic, ple de detalls decoratius modernistes.
Tret de l'entrada principal (amb llinda profusament esculpida), a la planta baixa hi ha un seguit de sis obertures (dues al carrer de Montsió i quatre al passatge del Patriarca) idèntiques, d'arc ogival, de maó molt simple. Un estret fris de dents de serra separa aquest nivell del primer i segon pis, on alternen finestres i balcons amb arcs de tancament conopial de caràcter divers. A la façana del passatge del Patriarca destaca una tribuna sobre tres grans mènsules, marcadament flamígera, amb tres pinacles, coronada per una mena de piràmide de ceràmica vidriada. A l'angle que formen les dues façanes, a tocar de l'esmentada tribuna, hi ha una imatge de Sant Josep, de la qual només resta la peanya, amb un relleu que representa sant Jordi i el drac i la data en què fou acabada la casa. A les golfes s'obren sengles galeries d'arcs seguits de mig punt.
Les baranes dels balcons i altres detalls de forja són una mostra de la revitalització dels oficis artístics a l'època del modernisme. També forma part del projecte la reixa de ferro forjat que tanca el passatge. Tot i que ha estat atribuïda al taller de Manuel Ballarín, té una placa amb el nom d'Andreu Montserrat, conegut seraller i constructor de màquines.
L'exterior també llueix escultures d'Eusebi Arnau, ferros forjats de Manuel Ballarín i, en el pedestal de la cantonada, l'escultura de Sant Josep amb el Nen Jesús. La imatge original, obra de Josep Llimona, fou destruïda (només se'n van salvar els dos caps) el 1936 al començament de la Guerra Civil espanyola, i l'any 2000 fou reconstruïda per l'escultor Lluís Cera.

### Casa Carreras
És un edifici de planta baixa i tres pisos amb semblances a la veïna Casa Martí, amb la qual comparteix múltiples elements decoratius, com ara l'emblema M (inicial de Martí), per la qual cosa ha estat atribuïda a Puig i Cadafalch. Ambdues façanes tenen una forta personalitat, però la del carrer de Montsió és la més interessant. La planta baixa presenta nombroses obertures, entre les quals destaquen aquelles a redós del portal del comerç. Es tracta de tres arcs bessons amb maó vista sobre columnes llises i capitells recargolats i amb un enreixat de forja amb motius vegetals, sobretot foliacis. En el central hi ha l'accés al local, d'unes mateixes característiques i coronat per un timpà amb mosaic. Bona part del parament d'aquesta planta, a més de presentar maó vista en formes geomètriques, també està cobert per rajoles de ceràmica vidrada.
Per sobre, es pot veure una estructuració molt més continguda dels trets decoratius. Veiem dues plantes amb tres obertures independents amb balcó de poc voladís on les llindes, sense relleu, presenten una rica decoració esgrafiada vegetal, en part floral. El tercer pis està format per una galeria d'arcs escarsers sobre pilars prismàtics, i tanca l'alçat una cornisa i merlets esgraonats de maó. Aquest coronament continua a l'edifici del número 4 del passatge, amb els mateixos esgrafiats i finestres, però amb portals amb llinda als baixos, tot i que hi reapareixen el revestiment ceràmic sobre basament de pedra.
Aquest tret es manté als magatzems que s'estenen fins al final del passatge, on un pont recte, lobulat i recobert de trencadís blanc, comunica amb la terrassa posterior del pis principal de l'edifici de l'Avinguda del Portal de l'Àngel, 24.
A la façana del passatge hi ha dos plafons de rajoles pintades, un amb Sant Joaquim, sobre el portal del número 4 i, més a la vora del carrer de Montsió, un altre amb Sant Eloi, l'excel·lent dibuix modernista sota fornícula de pedra molt ornamentada.

## Galeria d'imatges

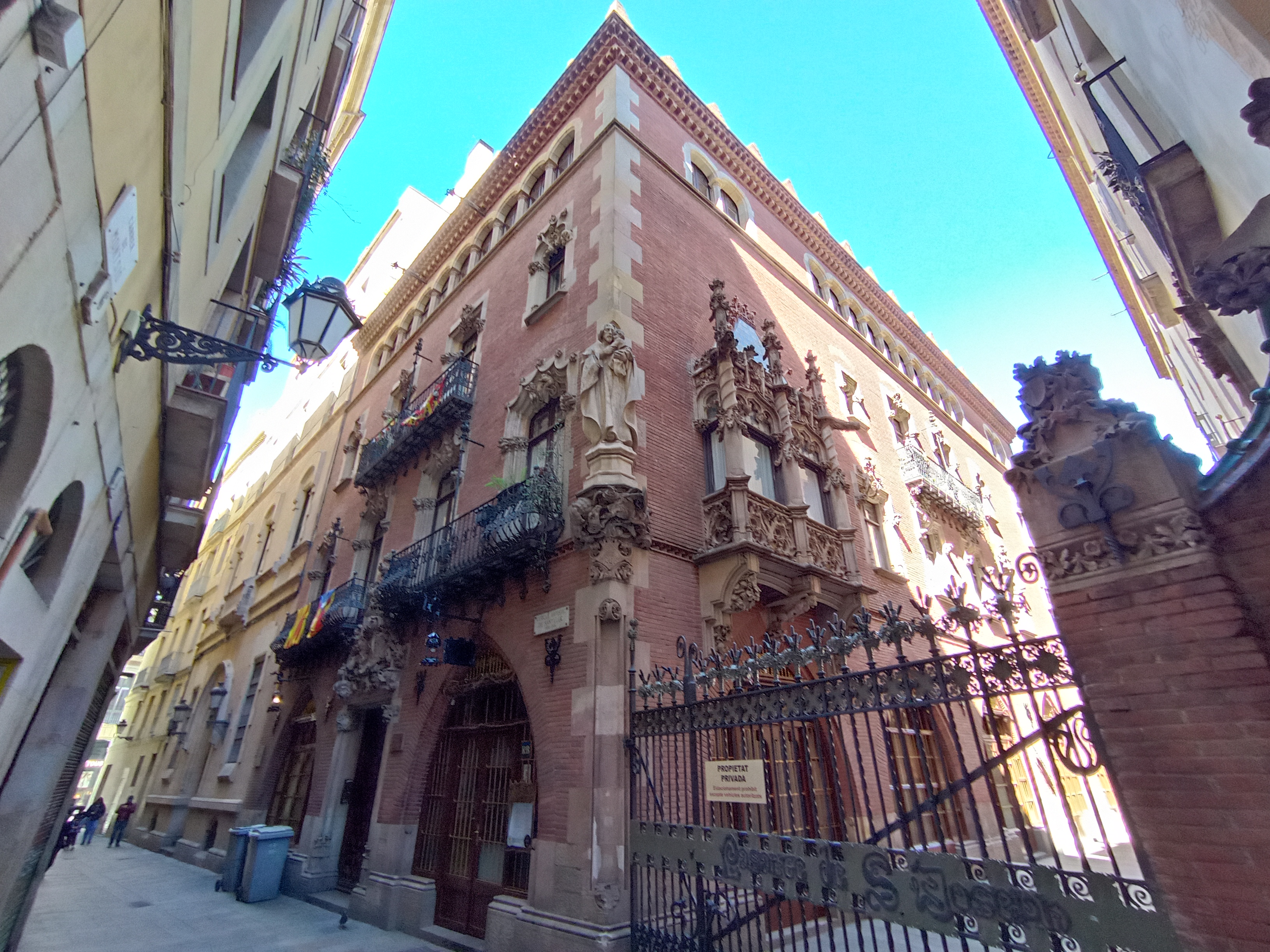
Casa Martí amb la reixa del passatge
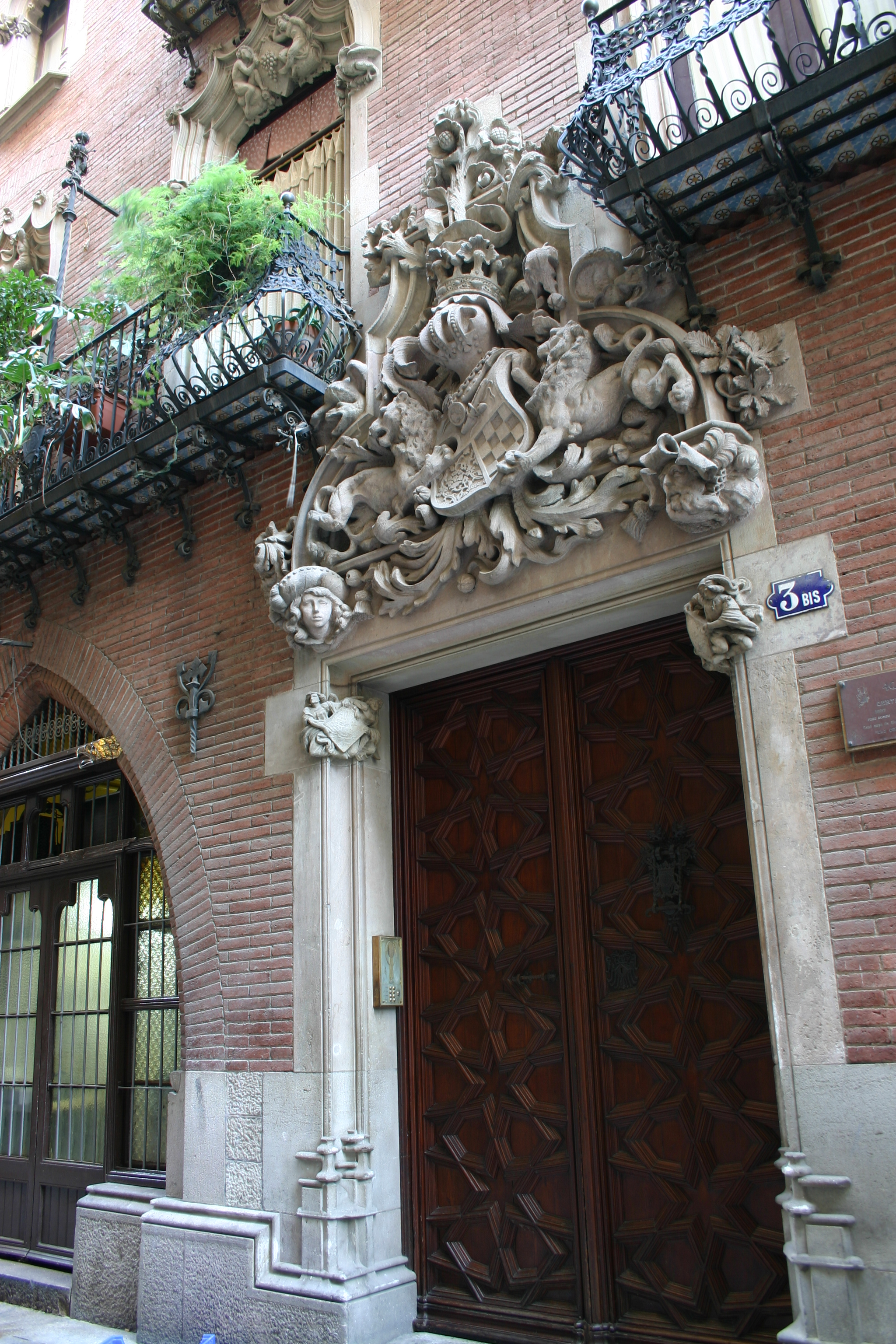
Porta d'accés a la Casa Martí
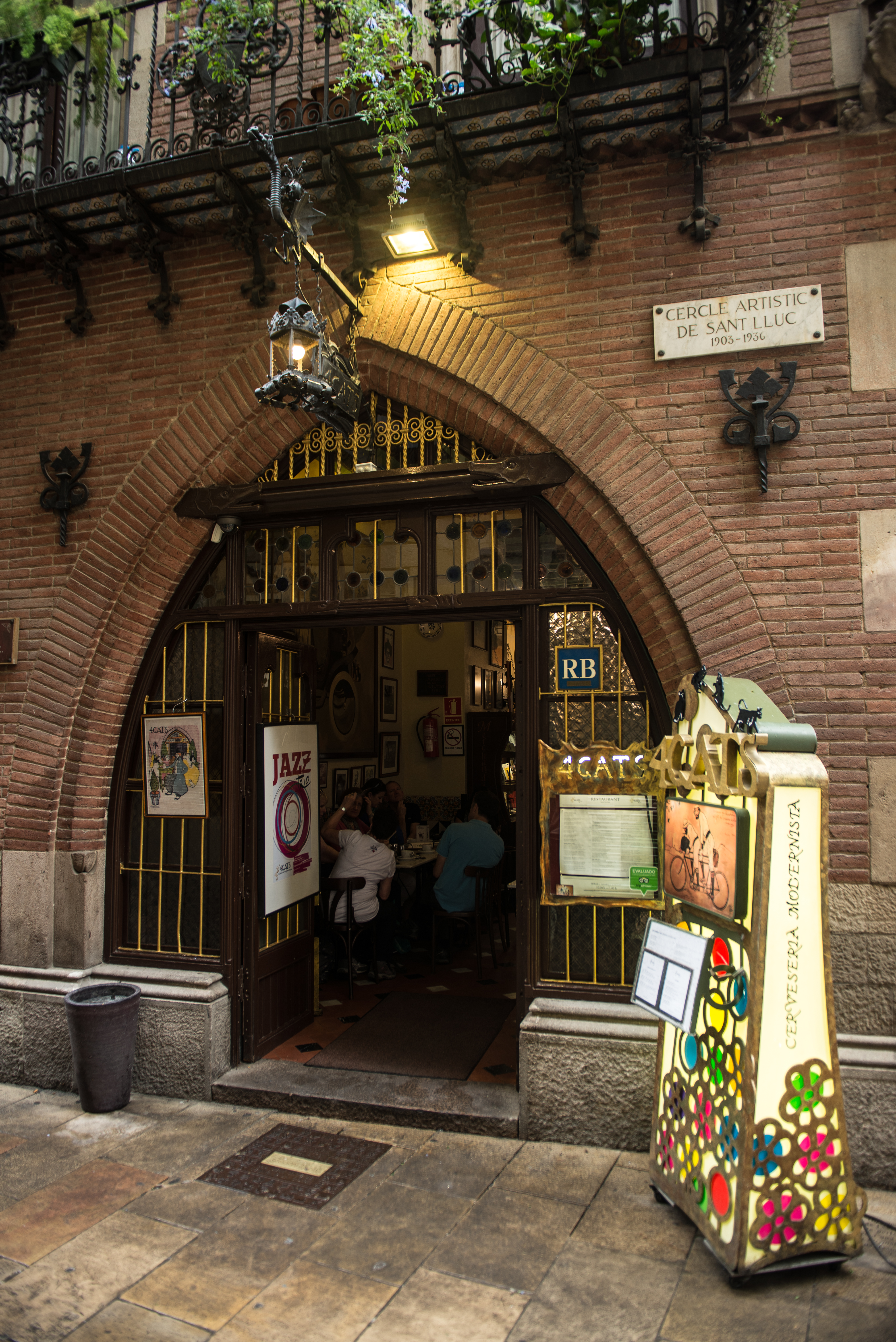
Entrada a Els Quatre Gats
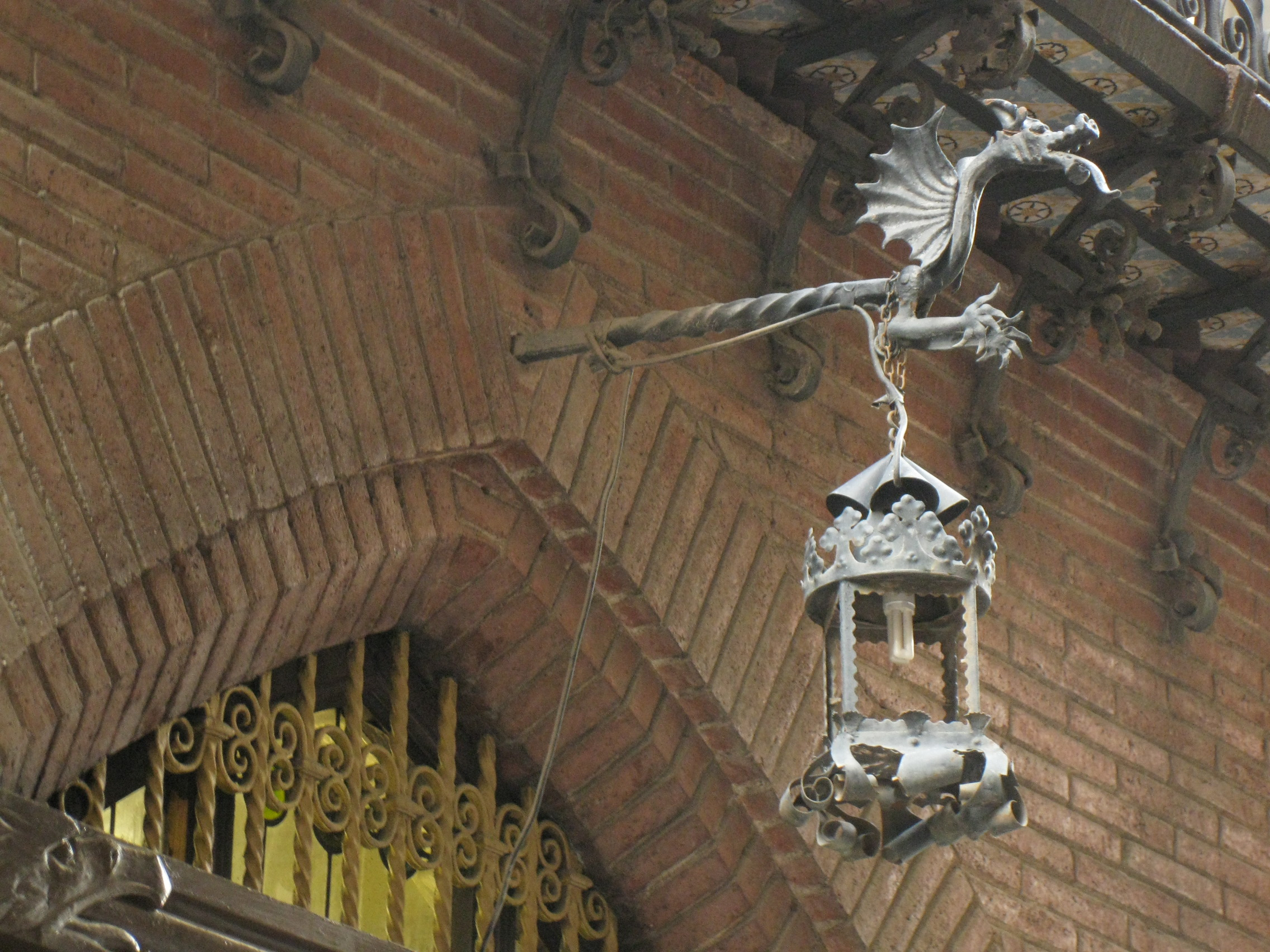
Drac fanal de forja
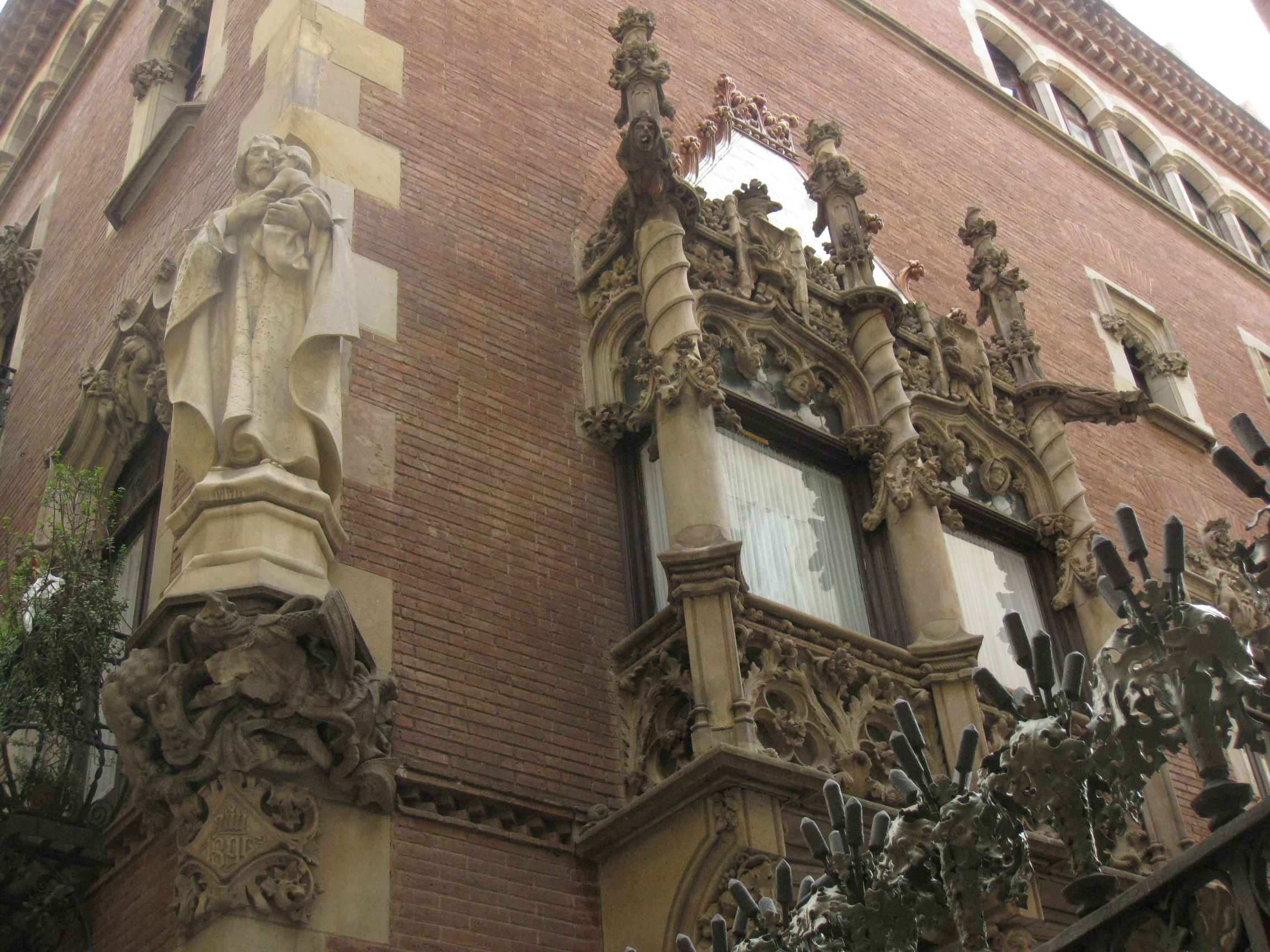
Sant Josep de Josep Llimona i tribuna flamígera
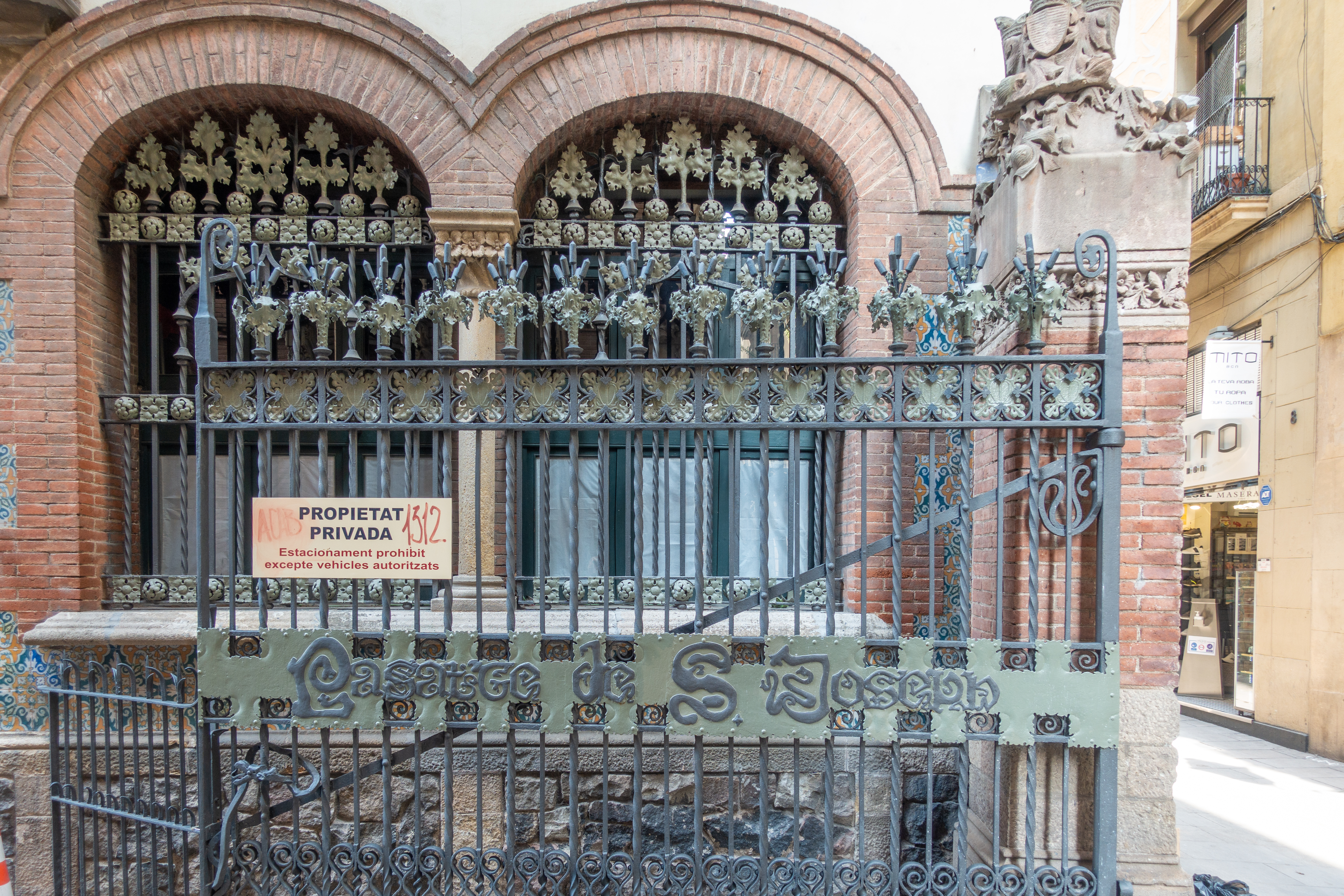
Reixa del passatge i finestres enreixades de la Casa Carrerras
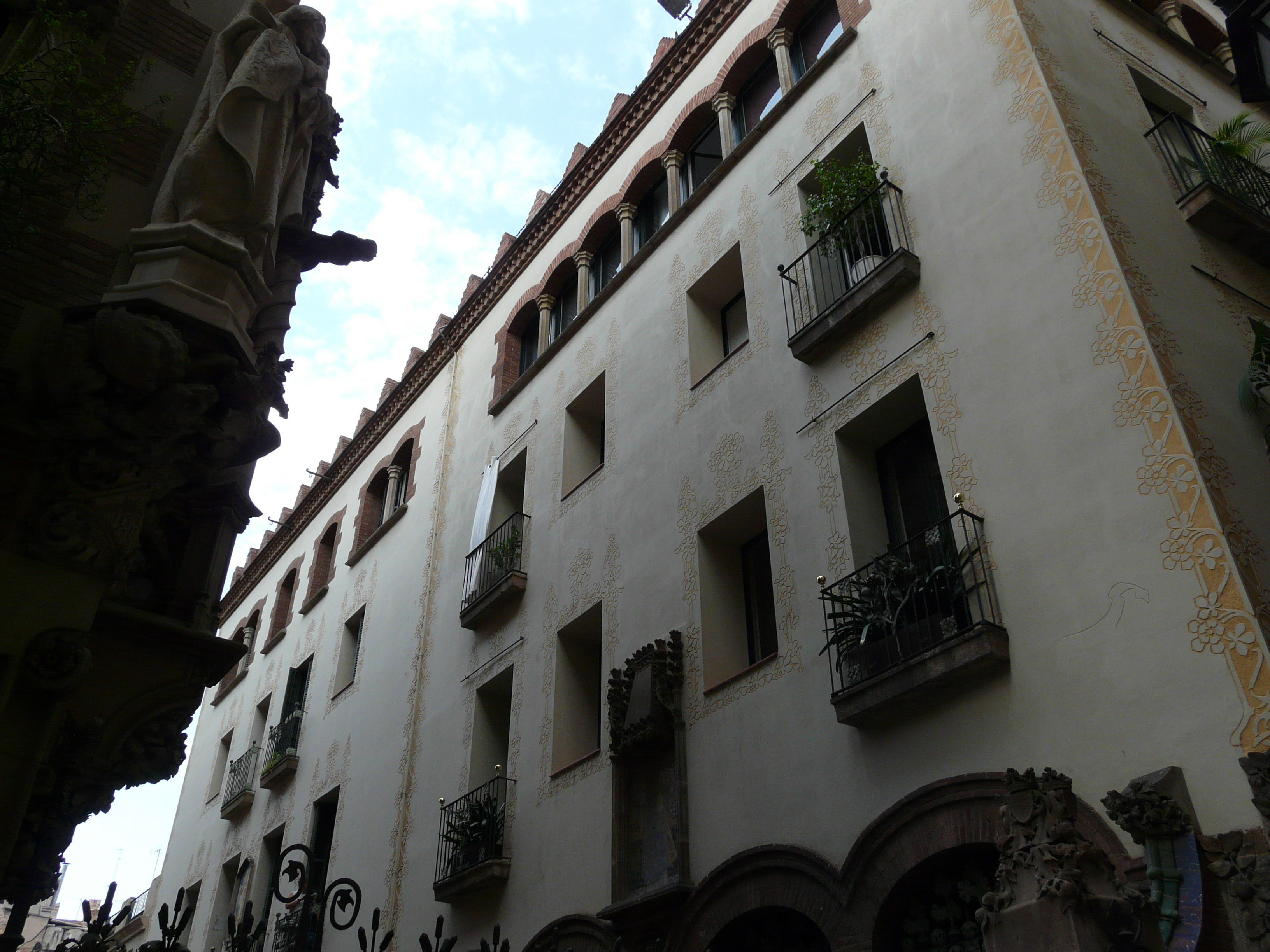
Façana al passatge de la Casa Carreras